# Jean Leray
Jean Leray (7 de noviembre de 1906 - 10 de noviembre de 1998) fue un matemático francés, que trabajó en ecuaciones diferenciales parciales y topología algebraica.

## Biografía
Nació en Nantes. Estudió en la École Normale Supérieure de 1926 a 1929. Recibió su doctorado en 1933. Desde 1938 a 1939 fue profesor en la Universidad de Nancy. Él no se sumó hasta el grupo de Bourbaki, pese a la cercanía con sus fundadores.
Su principal trabajo en topología se llevó a cabo mientras era  prisionero de guerra en el campamento de Edelbach, Austria de 1940 a 1945. Él oculta su experiencia en ecuaciones diferenciales, por temor a que sus conexiones con las matemáticas aplicadas pudieran ser utilizadas en la guerra.
Su labor en este período ha demostrado ser seminal. Tuvo su origen, juntos, las ideas de la secuencia espectral y la Teoría de haces. Estos fueron posteriormente desarrollados por muchos otros, cada uno por separado convirtiendo en una herramienta importante en álgebra homológica.
Regresó a trabajar en ecuaciones diferenciales parciales de alrededor de 1950.
Fue profesor en la Universidad de París entre 1945 y 1947, y luego en el Collège de France hasta 1978.
Fue galardonado con el Premio Malaxa (Rumanía, 1938), el Gran Premio en ciencias matemáticas (Academia Francesa de Ciencias, 1940), el Premio Feltrinelli (Accademia dei Lincei, 1971), el Premio Wolf en Matemáticas (Israel, 1979), y la Medalla de Oro Lomonosov (Moscú, 1988).